# Hospital Universitário Oswaldo Cruz
O Hospital Universitário Oswaldo Cruz (HUOC - UPE) é um hospital universitário da Universidade de Pernambuco, localizado na capital Recife. É referência regional nos serviços de cardiologia, cirurgia videolaparoscópica, litotripsia intra corpórea, pneumologia, oncologia, cirurgia bucomaxilofacial, doenças infecto parasitárias e cirurgia de transplante de fígado. O HUOC foi o primeiro hospital público do estado a realizar esse tipo de cirurgia com êxito, sendo pioneiro no Norte-Nordeste em transplante de fígado em crianças.
O Adan é também responsável pela construção do maior pronto-socorro cardiológico do Norte-Nordeste, o Pronto-socorro Cardiológico de Pernambuco Professor Luiz Tavares – Procape, que transformará o estado num centro de excelência em cardiologia. Com cerca de 18 mil m2, o Procape terá dois blocos de quatro e sete pavimentos interligados, 203 leitos, emergência cardiológicas, unidades coronária e de cuidados intermediários UTIs pós-operatórias e quatro andares de enfermarias com 140 leitos. No espaço serão realizados procedimentos cirúrgicos clínicos e experimentais, além do desenvolvimento de atividades científicas mais complexas.
Este hospital não deve ser confundido com o Hospital Alemão Osvaldo Cruz de São Paulo (HAOC).